# Of Chaos and Eternal Night
Of Chaos and Eternal Night ist das zweite EP der schwedischen Melodic-Death-Metal-Band Dark Tranquillity. Die EP wurde im Jahre 1995 via Spinefarm Records veröffentlicht.

## Entstehung
Of Chaos and Eternal Night wurde im Studio Fredman zwischen Oktober und November 1994 aufgenommen und abgemischt. Der letzte Leid Alone erschien ursprünglich auf dem Album Skydancer mit dem Sänger Anders Fridén. Mikael Stanne nahm im Oktober 1994 im Studio Bohus den Gesang neu auf. Produzent Fredrik Nordström spielte auf der EP das Keyboard.
Die EP wurde zusammen mit dem Album Skydancer auf dem Kompilation Skydancer / Of Chaos and Eternal Night erneut veröffentlicht.

## Titelliste
1. Of Chaos and Eternal Night – 5:12 (Musik: Sundin, Johansson, Jivarp / Text: Stanne)
2. With the Flaming Shades of Fall – 3:28 (Musik: Sundin, Johansson / Text: Stanne, Sundin)
3. Away, Delighy, Away – 5:22 (Musik: Henriksson, Johansson / Text: Stanne)
4. Alone '94 – 5:43 (Musik: Henriksson, Sundin / Text: Sundin)